# Desmanthus paspalaceus
Desmanthus paspalaceus là một loài thực vật có hoa trong họ Đậu. Loài này được (Lindm.) Burkart miêu tả khoa học đầu tiên.